# کارین استیونز
کارین استیونز (انگلیسی: Karin Stevens؛ زادهٔ ۱۱ ژوئن ۱۹۸۹) بازیکن فوتبال اهل پادشاهی هلند است.
از باشگاه‌هایی که در آن بازی کرده‌است می‌توان به باشگاه فوتبال ویلم دوم اشاره کرد.
وی همچنین در تیم ملی فوتبال زنان هلند بازی کرده‌است.